# Serhij Bubka (tenisista)
Serhij Serhijowycz Bubka, ukr. Сергій Сергійович Бубка (ur. 10 lutego 1987 w Doniecku) – ukraiński tenisista, reprezentant w Pucharze Davisa.

## Życie prywatne
Jego ojcem jest Serhij Bubka, a stryjem Wasyl Bubka, obaj byli tyczkarzami. Matka Lilija Bubka zajmowała się gimnastyką artystyczną. Związany był z Wiktoryją Azaranką, liderką rankingu singlowego tenisistek.
1 listopada 2012 roku Bubka wypadł z okna mieszkania znajdującego się na trzecim piętrze budynku w 16. dzielnicy Paryża. Został on odwieziony do szpitala, gdzie lekarze ocenili jego stan jako poważny i zagrażający życiu. Po czternastu miesiącach Ukrainiec wznowił karierę tenisową.

## Kariera zawodowa
Bubka grę w tenisa rozpoczął w wieku siedmiu lat. Status profesjonalny uzyskał w 2005 roku. Od tego czasu wielokrotnie wygrywał i osiągał finały w zmaganiach rangi Challenger i Futures w grze pojedynczej i podwójnej. Najwyższe – 145. miejsce w rankingu singlowym osiągnął podczas notowania 14 listopada 2011. 26 maja 2008 zanotował 134. pozycję w deblu, co było jego najwyższą lokatą.
Serhij Bubka jeden raz dostał się do fazy głównej turnieju wielkoszlemowego – w 2011 roku podczas US Open. Pomyślnie przeszedł trzy rundy kwalifikacji, a następnie wyeliminował Andreasa Haider-Maurera. W kolejnej rundzie przegrał jednak z rozstawionym Jo-Wilfriedem Tsongą 3:6, 5:7, 2:6. Prócz tego występował w eliminacjach do innych turniejów Wielkiego Szlema, także w deblu, ale nie zdołał pokonać przeciwników.
Ukrainiec regularnie od 2005 roku reprezentuje swój kraj w rozgrywkach Pucharu Davisa. Do kwietnia 2014 rywalizował łącznie w dziewiętnastu konfrontacjach, a rozegrał czternaście spotkań w singlu (wygrał dziesięć) i trzynaście w deblu (zwyciężył w sześciu).

## Statystyki
| Legenda                     |
| Wielki Szlem                |
| Igrzyska olimpijskie        |
| ATP World Tour Finals       |
| ATP World Tour Masters 1000 |
| ATP World Tour 500          |
| ATP World Tour 250          |
| ATP Challenger Tour         |

### Gra pojedyncza

#### Zwycięzca
| Nr | Rok  | Turniej | Nawierzchnia | Przeciwnik   | Wynik finału |
| 1. | 2009 | Kioto   | Dywanowa     | Takao Suzuki | 7:6(6), 6:4  |

### Miejsca w rankingu ATP na koniec sezonu
| Rok     | 2003 | 2004 | 2005 | 2006 | 2007 | 2008 | 2009 | 2010 | 2011 | 2012 | 2013 | 2014 |
| Miejsce | 1168 | 1130 | 915  | 415  | 393  | 271  | 264  | 320  | 148  | 186  | —    | 1086 |

| Rok     | 2003 | 2004 | 2005 | 2006 | 2007 | 2008 | 2009 | 2010 | 2011 | 2012 | 2013 | 2014 |
| Miejsce | 1419 | –    | 706  | 411  | 163  | 161  | 201  | 649  | 234  | 708  | —    | 281  |

### Występy singlowe w Wielkim Szlemie
| Turnieje wielkoszlemowe |     |     |     |     |     |     |     |
| Australian Open         | 1Q  | 1Q  | A   | 3Q  | A   | 1Q  | 0–0 |
| French Open             | 1Q  | A   | A   | 1Q  | A   | 1Q  | 0–0 |
| Wimbledon               | 2Q  | A   | 1Q  | 2Q  | A   | 1Q  | 0–0 |
| US Open                 | 2Q  | 1Q  | 2R  | 3Q  | A   | 1Q  | 1–1 |
| Wygrane–Przegrane       | 0–0 | 0–0 | 1–1 | 0–0 | 0–0 | 0–0 | 1–1 |

### Występy deblowe w Wielkim Szlemie
| Turnieje wielkoszlemowe |     |     |     |
| Australian Open         | A   | A   | 0–0 |
| French Open             | A   | A   | 0–0 |
| Wimbledon               | 1Q  | 1Q  | 0–0 |
| US Open                 | A   | A   | 0–0 |
| Wygrane–Przegrane       | 0–0 | 0–0 | 0–0 |